# 日本の冬季パラリンピック金メダル
日本の冬季パラリンピック金メダル（にほんのとうきパラリンピックきんメダル）
冬季パラリンピックにおける日本代表が獲得した金メダルの受賞者一覧

## 日本の冬季パラリンピック金メダリスト一覧
| No. | メダル獲得者              | 大会               | 競技・種目                                   | 備考 |
| --- | ------------------------- | ------------------ | -------------------------------------------- | ---- |
| 1   | 大日方邦子                | 1998年長野         | アルペンスキー女子滑降 LW10-11               |      |
| 2   | 小林深雪 ガイド：中村由紀 | 1998年長野         | バイアスロン女子7.5km B2-3                   |      |
| 3   | 武田豊                    | 1998年長野         | アイススレッジスピードスケート男子100m LW10  |      |
| 4   | 松江美季                  | 1998年長野         | アイススレッジスピードスケート女子500m LW10  |      |
| 5   | 武田豊                    | 1998年長野         | アイススレッジスピードスケート男子500m LW10  |      |
| 6   | 渡辺敏貴                  | 1998年長野         | アイススレッジスピードスケート男子1500m LW10 |      |
| 6   | 松江美季                  | 1998年長野         | アイススレッジスピードスケート女子1500m LW10 |      |
| 8   | 土田和歌子                | 1998年長野         | アイススレッジスピードスケート女子1500m LW11 |      |
| 9   | 武田豊                    | 1998年長野         | アイススレッジスピードスケート男子1000m LW10 |      |
| 10  | 松江美季                  | 1998年長野         | アイススレッジスピードスケート女子1000m LW10 |      |
| 11  | 土田和歌子                | 1998年長野         | アイススレッジスピードスケート女子1000m LW11 |      |
| 12  | 志鷹昌浩                  | 1998年長野         | アルペンスキー男子回転 LW10                  |      |
| 13  | 小林深雪 ガイド：小林卓司 | 2006年トリノ       | バイアスロン女子12.5km視覚障害               |      |
| 14  | 大日方邦子                | 2006年トリノ       | アルペンスキー女子大回転座位                 |      |
| 15  | 狩野亮                    | 2010年バンクーバー | アルペンスキー男子スーパー大回転座位         |      |
| 16  | 新田佳浩                  | 2010年バンクーバー | クロスカントリースキー男子10kmクラシカル立位 |      |
| 17  | 新田佳浩                  | 2010年バンクーバー | クロスカントリースキー男子1kmスプリント立位  |      |
| 18  | 狩野亮                    | 2014年ソチ         | アルペンスキー男子滑降座位                   |      |
| 19  | 狩野亮                    | 2014年ソチ         | アルペンスキー男子スーパー大回転座位         |      |
| 20  | 鈴木猛史                  | 2014年ソチ         | アルペンスキー男子回転座位                   |      |
| 21  | 村岡桃佳                  | 2018年平昌         | アルペンスキー女子大回転座位                 |      |
| 22  | 成田緑夢                  | 2018年平昌         | スノーボード男子バンクドスラローム SB-LL2    |      |
| 23  | 新田佳浩                  | 2018年平昌         | クロスカントリースキー男子10kmクラシカル立位 |      |
| 24  | 村岡桃佳                  | 2022年北京         | アルペンスキー女子滑降座位                   |      |
| 25  | 村岡桃佳                  | 2022年北京         | アルペンスキー女子スーパー大回転座位         |      |
| 26  | 川除大輝                  | 2022年北京         | クロスカントリースキー男子20kmクラシカル立位 |      |
| 27  | 村岡桃佳                  | 2022年北京         | アルペンスキー女子大回転座位                 |      |